# Turniej o Złoty Kask 1967
Turniej o Złoty Kask 1967 – rozegrany w sezonie 1967 turniej żużlowy z cyklu rozgrywek o „Złoty Kask”. Wygrał Antoni Woryna, drugi był Henryk Glücklich i Andrzej Wyglenda stanął na najniższym stopniu.

## Wyniki
Czołówka piątka

### I turniej
- 14 kwietnia 1967 r. (piątek), Rzeszów

| Msc. | Zawodnik         | Klub         | Pkt |  |  |
| ---- | ---------------- | ------------ | --- |  |  |
| 1    | Andrzej Wyglenda | ROW Rybnik   | 15  |  |  |
| 2    | Antoni Woryna    | ROW Rybnik   | 14  |  |  |
| 3    | Zygmunt Pytko    | Unia Tarnów  | 12  |  |  |
| 4    | Florian Kapała   | Stal Rzeszów | 12  |  |  |
| 5    | Stanisław Tkocz  | ROW Rybnik   | 8   |  |  |

### II turniej
- 2 czerwca 1967 r. (piątek), Rybnik

| Msc. | Zawodnik         | Klub                 | Pkt |  |  |
| ---- | ---------------- | -------------------- | --- |  |  |
| 1    | Antoni Woryna    | ROW Rybnik           | 15  |  |  |
| 2    | Andrzej Wyglenda | ROW Rybnik           | 13  |  |  |
| 3    | Joachim Maj      | ROW Rybnik           | 11  |  |  |
| 4    | Paweł Waloszek   | Śląsk Świętochłowice | 11  |  |  |
| 5    | Zygfryd Friedek  | Kolejarz Opole       | 11  |  |  |

### III turniej
- 9 czerwca 1967 r. (piątek), Częstochowa

| Msc. | Zawodnik            | Klub                  | Pkt |  |  |
| ---- | ------------------- | --------------------- | --- |  |  |
| 1    | Andrzej Pogorzelski | Stal Gorzów Wlkp.     | 13  |  |  |
| 2    | Henryk Glücklich    | Polonia Bydgoszcz     | 11  |  |  |
| 3    | Stanisław Rurarz    | Włókniarz Częstochowa | 11  |  |  |
| 4    | Zbigniew Podlecki   | Wybrzeże Gdańsk       | 10  |  |  |
| 5    | Joachim Maj         | ROW Rybnik            | 9   |  |  |

### IV turniej
- 30 czerwca 1967 r. (piątek), Poznań

| Msc. | Zawodnik               | Klub            | Pkt |  |  |
| ---- | ---------------------- | --------------- | --- |  |  |
| 1    | Antoni Woryna          | ROW Rybnik      | 15  |  |  |
| 2    | Zbigniew Podlecki      | Wybrzeże Gdańsk | 11  |  |  |
| 3    | Stanisław Tkocz        | ROW Rybnik      | 9   |  |  |
| 4    | Joachim Maj            | ROW Rybnik      | 9   |  |  |
| 5    | Konstanty Pociejkowicz | Sparta Wrocław  | 9   |  |  |

### V turniej
- 7 lipca lub 14 lipca 1967 r. (piątek), Gdańsk

| Msc. | Zawodnik            | Klub              | Pkt |  |  |
| ---- | ------------------- | ----------------- | --- |  |  |
| 1    | Andrzej Wyglenda    | ROW Rybnik        | 15  |  |  |
| 2    | Jerzy Trzeszkowski  | Sparta Wrocław    | 11  |  |  |
| 3    | Antoni Woryna       | ROW Rybnik        | 11  |  |  |
| 4    | Edmund Migoś        | Stal Gorzów Wlkp. | 10  |  |  |
| 5    | Andrzej Pogorzelski | Stal Gorzów Wlkp. | 10  |  |  |

### VI turniej
- 28 lipca 1967 r. (piątek), Tarnów

| Msc. | Zawodnik         | Klub                 | Pkt |  |  |
| ---- | ---------------- | -------------------- | --- |  |  |
| 1    | Stanisław Tkocz  | ROW Rybnik           | 13  |  |  |
| 2    | Marian Rose      | Stal Toruń           | 12  |  |  |
| 3    | Paweł Waloszek   | Śląsk Świętochłowice | 12  |  |  |
| 4    | Edmund Migoś     | Stal Gorzów Wlkp.    | 11  |  |  |
| 5    | Henryk Glücklich | Polonia Bydgoszcz    | 9   |  |  |

### VII turniej
- 8 września 1967 r. (piątek), Bydgoszcz

| Msc. | Zawodnik               | Klub              | Pkt |  |  |
| ---- | ---------------------- | ----------------- | --- |  |  |
| 1    | Henryk Glücklich       | Polonia Bydgoszcz | 12  |  |  |
| 2    | Andrzej Pogorzelski    | Stal Gorzów Wlkp. | 12  |  |  |
| 3    | Konstanty Pociejkowicz | Sparta Wrocław    | 12  |  |  |
| 4    | Stanisław Kasa         | Polonia Bydgoszcz | 11  |  |  |
| 5    | Marian Rose            | Stal Toruń        | 10  |  |  |

### VIII turniej
- 28 września 1967 r. (czwartek), Ostrów Wielkopolski

| Msc. | Zawodnik               | Klub                 | Pkt |  |  |
| ---- | ---------------------- | -------------------- | --- |  |  |
| 1    | Henryk Glücklich       | Polonia Bydgoszcz    | 15  |  |  |
| 2    | Antoni Woryna          | ROW Rybnik           | 14  |  |  |
| 3    | Paweł Waloszek         | Śląsk Świętochłowice | 11  |  |  |
| 4    | Konstanty Pociejkowicz | Sparta Wrocław       | 11  |  |  |
| 5    | Andrzej Pogorzelski    | Stal Gorzów Wlkp.    | 10  |  |  |

## Klasyfikacja końcowa
Uwaga!: Odliczono dwa najgorsze wyniki.
| Poz | Zawodnik               | Klub                  | RZE | RYB | CZE | POZ | GDA | TAR | BDG | OST | Punkty |
| --- | ---------------------- | --------------------- | --- | --- | --- | --- | --- | --- | --- | --- | ------ |
| 1   | Antoni Woryna          | ROW Rybnik            | 14  | 15  | 4   | 15  | 11  | 8   | 6   | 14  | 77     |
| 2   | Henryk Glücklich       | Polonia Bydgoszcz     | 4   | 6   | 11  | 5   | 9   | 9   | 12  | 15  | 62     |
| 3   | Andrzej Wyglenda       | ROW Rybnik            | 15  | 13  | 5   | 9   | 15  | –   | 4   | –   | 61     |
| 4   | Andrzej Pogorzelski    | Stal Gorzów Wlkp.     | –   | –   | 13  | 7   | 10  | 7   | 12  | 10  | 59     |
| 5   | Paweł Waloszek         | Śląsk Świętochłowice  | 6   | 11  | 8   | 9   | 7   | 12  | 6   | 11  | 58     |
| 6   | Konstanty Pociejkowicz | Sparta Wrocław        | 7   | 5   | 8   | 9   | 0   | 8   | 12  | 11  | 55     |
| 7   | Joachim Maj            | ROW Rybnik            | 4   | 11  | 9   | 9   | 5   | 7   | 10  | 8   | 54     |
| 8   | Stanisław Tkocz        | ROW Rybnik            | 8   | 8   | 0   | 9   | 6   | 13  | 6   | 9   | 53     |
| 9   | Zbigniew Podlecki      | Wybrzeże Gdańsk       | 7   | 6   | 10  | 11  | 9   | –   | 9   | –   | 52     |
| 10  | Jerzy Trzeszkowski     | Sparta Wrocław        | 8   | 10  | 5   | 8   | 11  | 0   | 6   | 5   | 48     |
| 11  | Edmund Migoś           | Stal Gorzów Wlkp.     | –   | 5   | 9   | 6   | 10  | 11  | 4   | 6   | 47     |
| 12  | Marian Rose            | Stal Toruń            | 7   | –   | –   | 5   | 8   | 12  | 10  | 4   | 46     |
| 13  | Wiktor Jastrzębski     | Włókniarz Częstochowa | 3   | 4   | 8   | 8   | 9   | 6   | 0   | –   | 37     |
| 14  | Kazimierz Bentke       | Unia Leszno           | 4   | 3   | 8   | 6   | –   | 3   | 6   | 8   | 35     |
| 15  | Stanisław Rurarz       | Włókniarz Częstochowa | 6   | 3   | 11  | 2   | 0   | 6   | –   | –   | 28     |

| Kolor    | Wynik      |
| -------- | ---------- |
| Złoty    | Zwycięzca  |
| Srebrny  | 2. miejsce |
| Brązowy  | 3. miejsce |
| Limanowy | 4. miejsce |
| cyjan    | 5. miejsce |